# Deleni (Pogăceaua), Mureș
Deleni, alternativ Tăul Boilor, (în maghiară Ökröstó, în trad. "Tăul (lacul) boilor") este un sat în comuna Pogăceaua din județul Mureș, Transilvania, România.